# Mu'tabar Ibrahimova
Mu'tabar Ibrahimova (2 de enero de 1930-18 de mayo de 2008) fue una actriz tayika de la época soviética.
Ibrahimova nació en Konibodom, y en 1945 ingresó en el Instituto de Música de Leninabad (posteriormente Khujand) mientras trabajaba en el Teatro Juvenil de Leninabad. En 1947 entró en la nómina del Teatro Musical Pushkin de la República. Su primer papel fue el de Asalkhon en Gulsara de Kamil Yashin y M. Muhammadov, en 1949, tras lo cual interpretó muchos de los papeles principales en obras presentadas por el teatro. Entre otros papeles que interpretó se encuentran el de Modar en La madre estaba preocupada, de Faizullo Ansori; el papel principal en Nurkhon, de Komil Yashin; Farmobini en La rebelión de las novias, de Said Ahmad; Shamsiniso en Por orden de la Cheka de Azam Sidqi; Sad Barq en El corazón del poeta de Rahim Jalil; y Shirin en Farhad y Shirin, también de Komil Yashin. Ibrohimova también actuó como actriz de cine, con papeles en películas como "Cuando el molino se detuvo", 1973; "Lo insignificante se convirtió en importante", 1976; y "Extraña suerte". Nombrada Artista del Pueblo de la República Socialista Soviética de Tayikistán en 1974, recibió numerosos premios a lo largo de su carrera, como tres medallas, la Orden de la Insignia de Honor y la Orden del Presidium del Soviet Supremo de Tayikistán. Siguió vinculada al teatro en Khujand durante toda su carrera, y también participó activamente en la vida cultural local.